# Église Notre-Dame de Saint-Dié-des-Vosges
Pour les articles homonymes, voir Église Notre-Dame.
L'église Notre-Dame de Saint-Dié-des-Vosges est un édifice religieux situé dans la ville de Saint-Dié-des-Vosges, dans les Vosges en région Lorraine.

## Lieu
Située à une altitude d'environ 340 m, l'église n'est séparée de la cathédrale de Saint-Dié que par un cloître de la fin du Moyen Âge.

## Histoire
L'église est classée au titre des monuments historiques par arrêté le 12 juillet 1886.
Elle fut construite au XIIe siècle après l'incendie de 1155, de style roman.

## Description
Datant du XVIIIe siècle, le confessionnal de style Régence, originaire de l'abbaye Saint-Pierre d'Étival, arbore un œil de Yahvé entouré de rayons sur le fronton de la loge centrale. Un médaillon circulaire présente également un triangle trinitaire irradiant de rayons lumineux encerclé de motifs ajourés de volutes feuillagées.
La châsse-reliquaire monumentale et l'autel ont été construits entre 1890 et 1892.
La statue funéraire de la comtesse Richilde, nièce de Léon IX, provient sans doute d'un tombeau, date du XIIIe siècle et a été détruite.

## Architecture
L'église à trois nefs est construite presque exclusivement en grès rougeâtre des Vosges. La plus belle partie est l'abside avec ses anciennes fenêtres à cinq arcs en plein cintre ; elle a été élevée au XVIe siècle pour renouveler les voûtes. La nef centrale de l'église est aujourd'hui à deux étages avec une zone d'arcades hautes ; autrefois, la voûte commençait probablement directement au-dessus de la frise de consoles environnante. Les allées latérales ont conservé leurs voûtes d'origine.

## Galerie

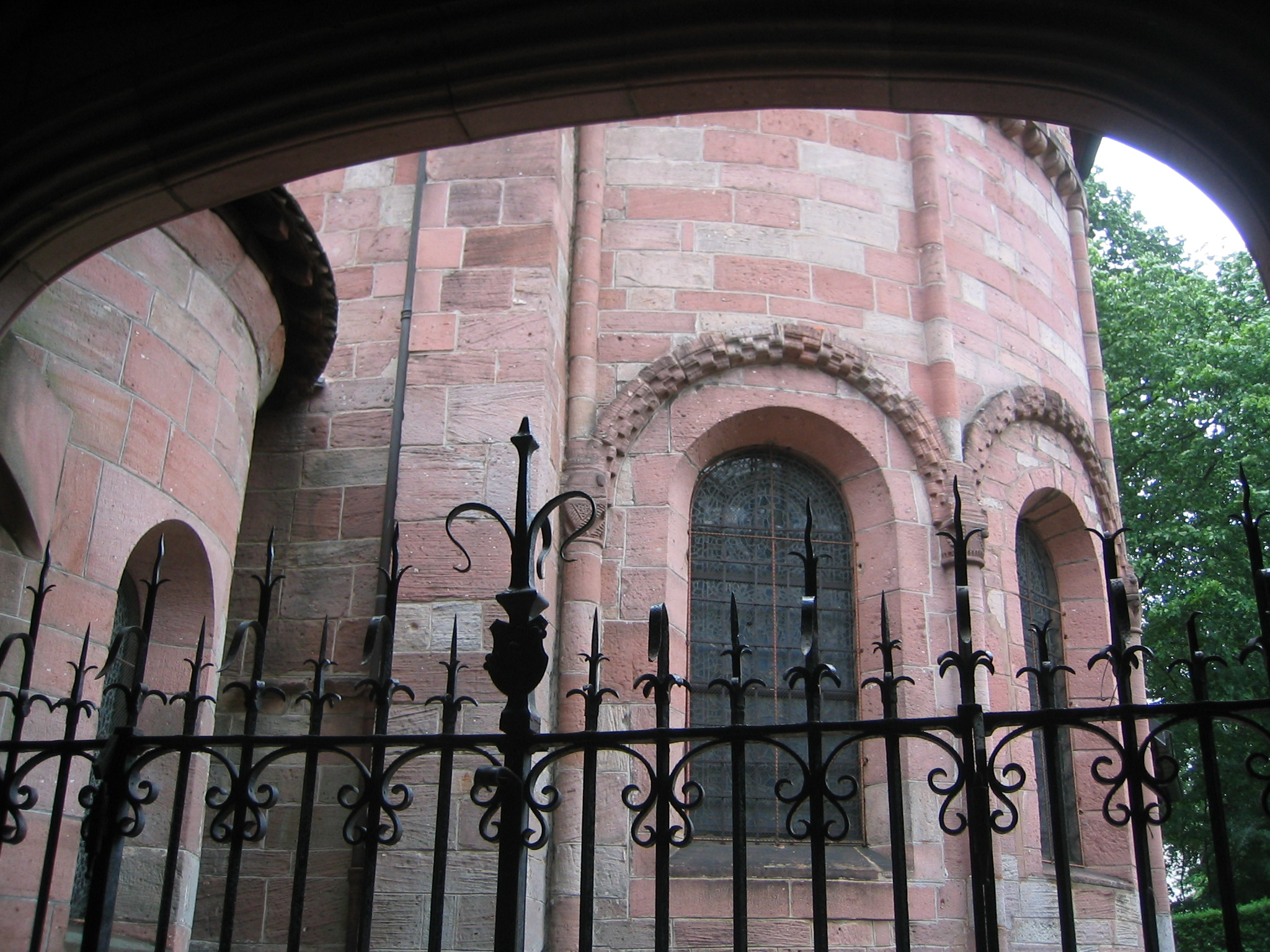
Arcatures à billettes du chevet de l'église Notre-Dame de Galilée depuis la porte en fer forgé du cloître.
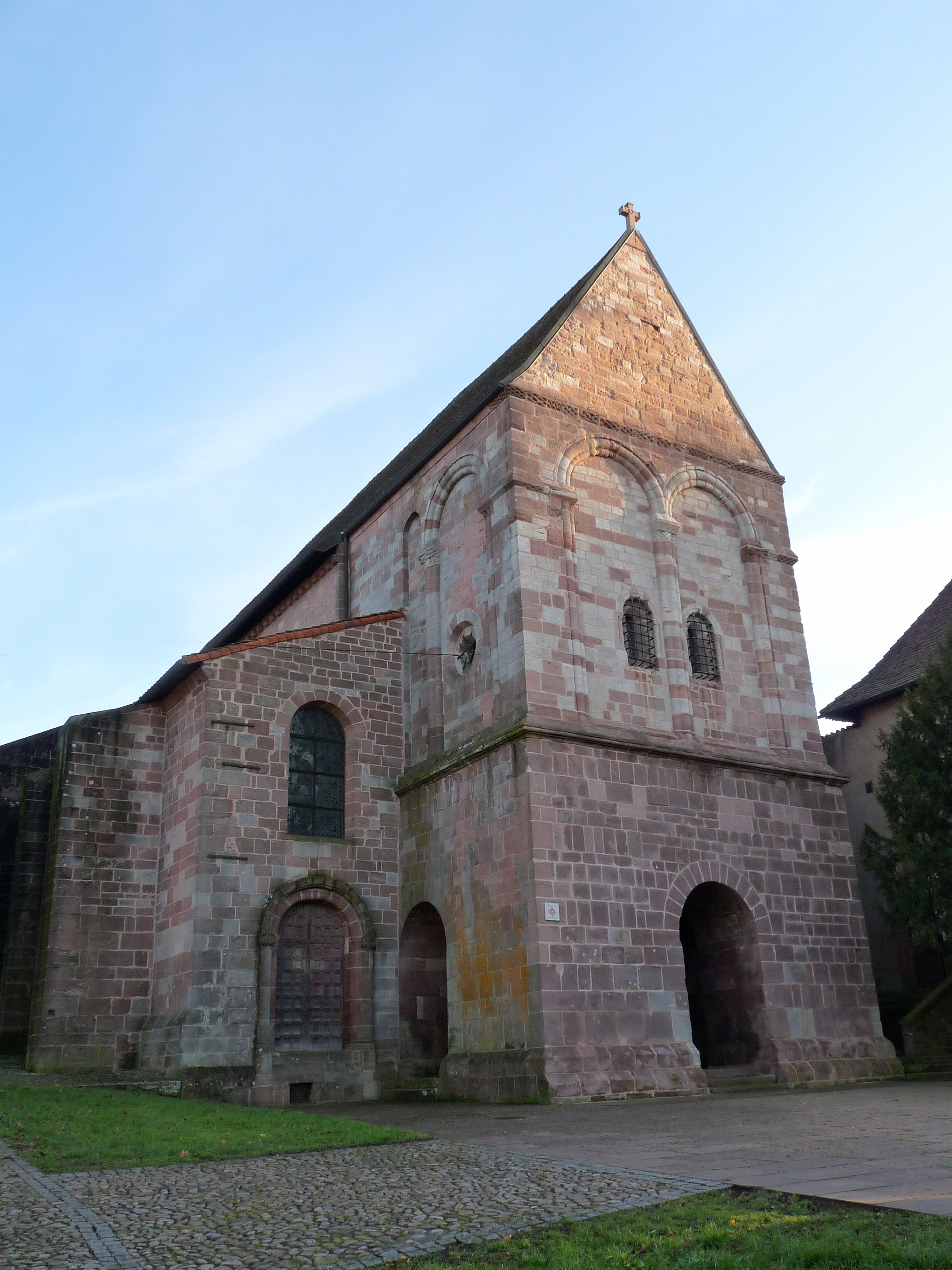
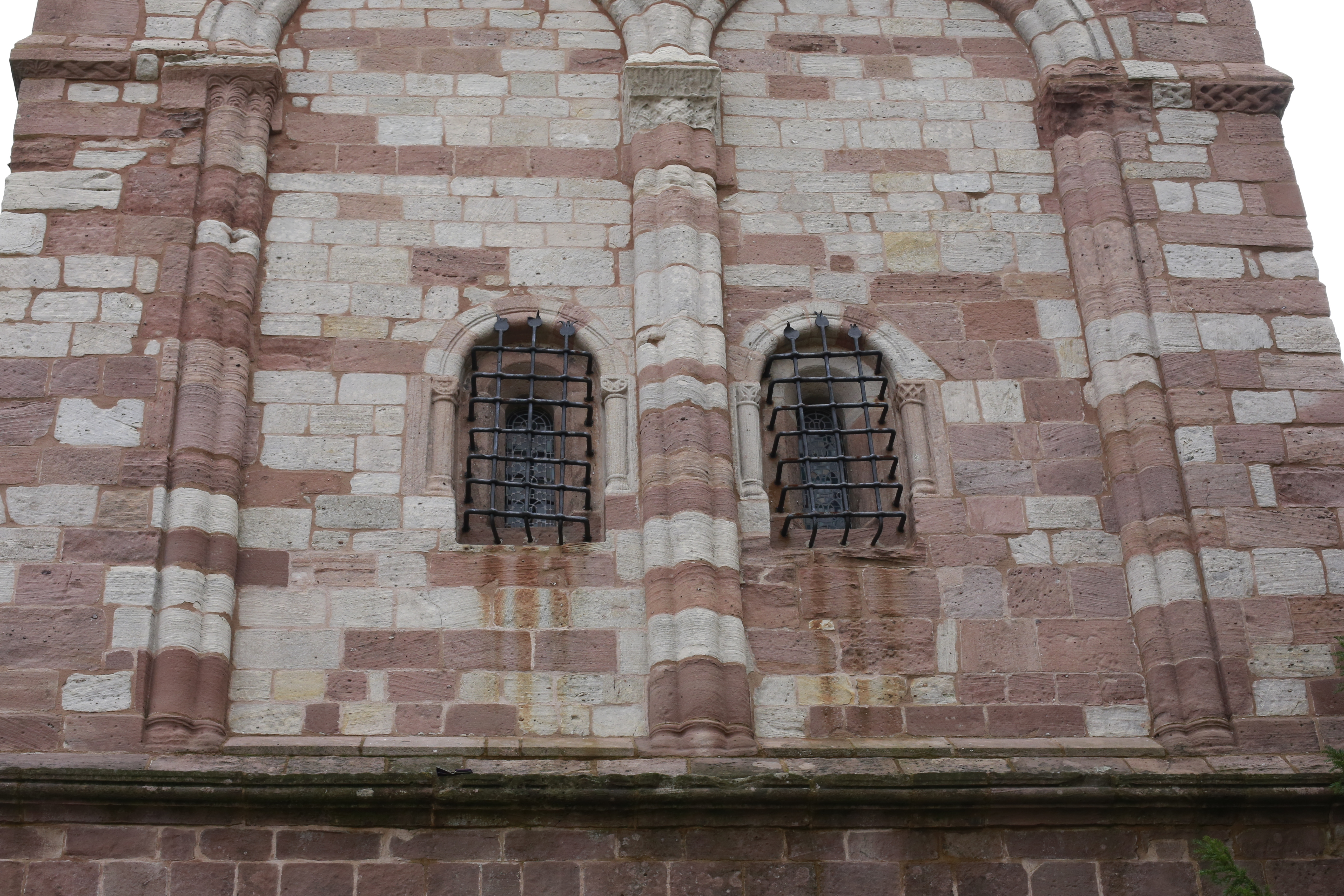
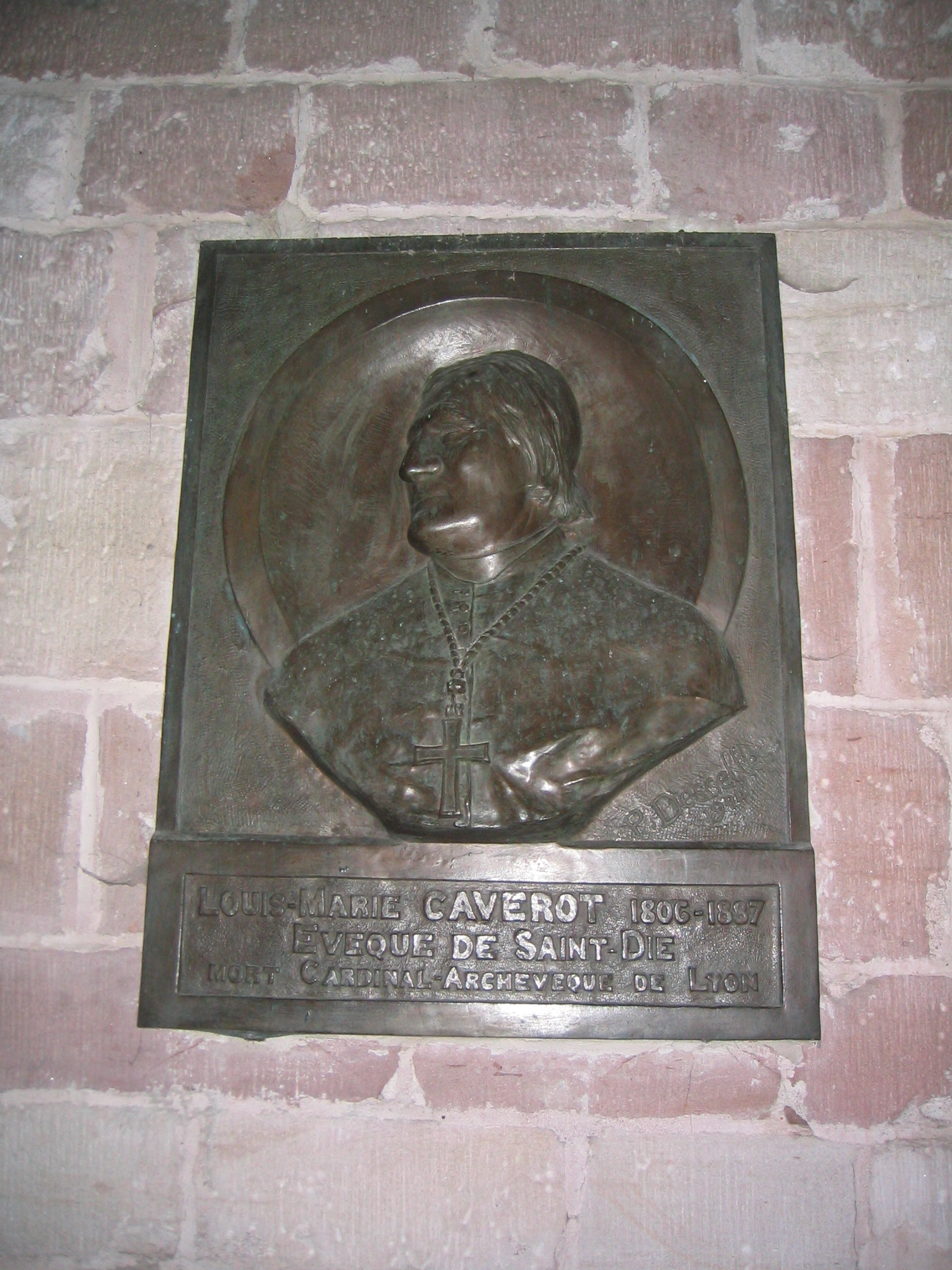
Effigie de Mgr. Caverot, évêque de Saint-Dié.
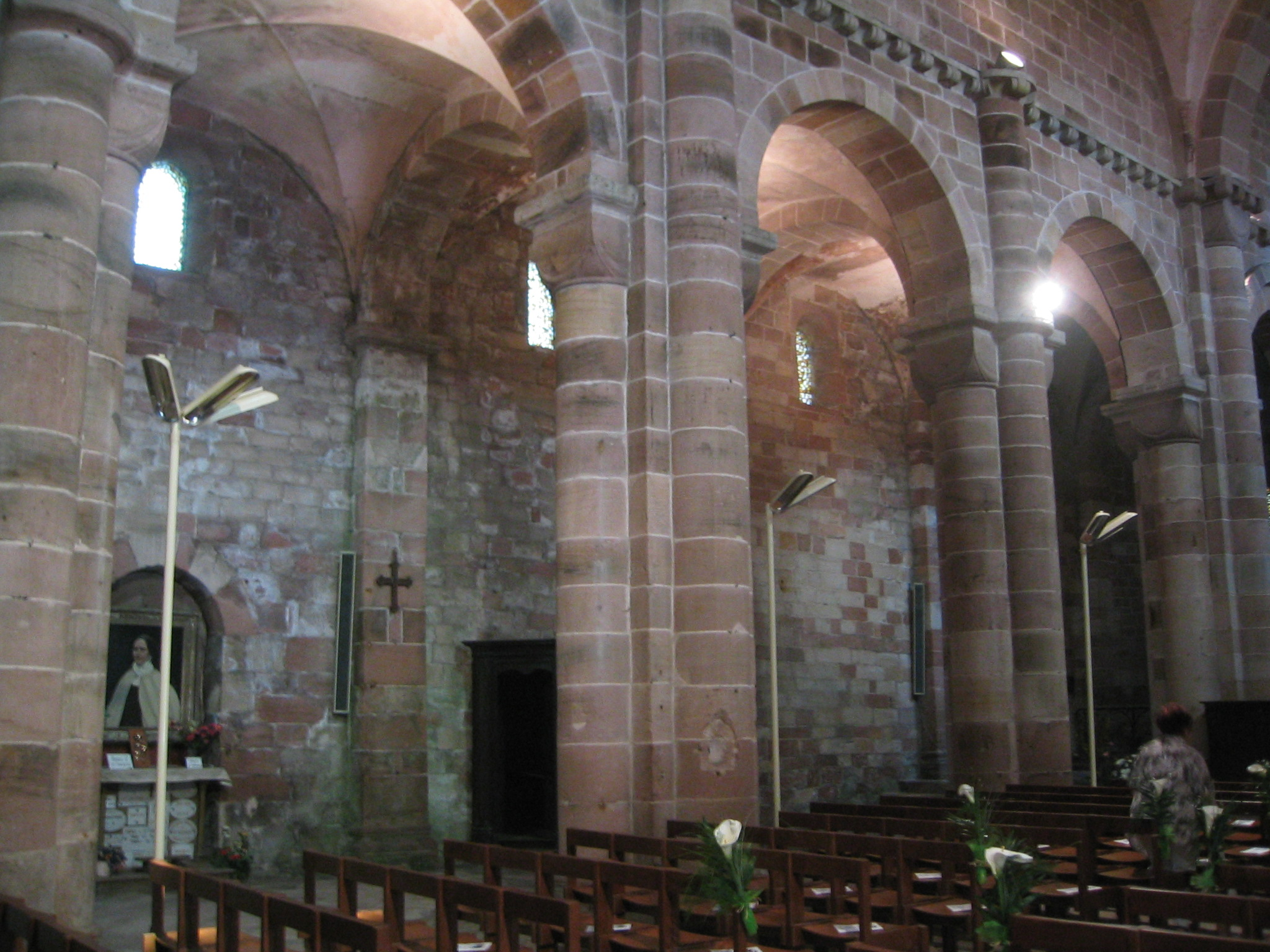
Nef romane.